# Al bagno pubblico
Al bagno pubblico o Ai bagni turchi (in russo В бане?, V bane) è un racconto di Anton Čechov strutturato in due sezioni, pubblicato in volume nel 1899, unione di due racconti indipendenti pubblicati in precedenza su riviste rispettivamente nel 1883 e nel 1885.

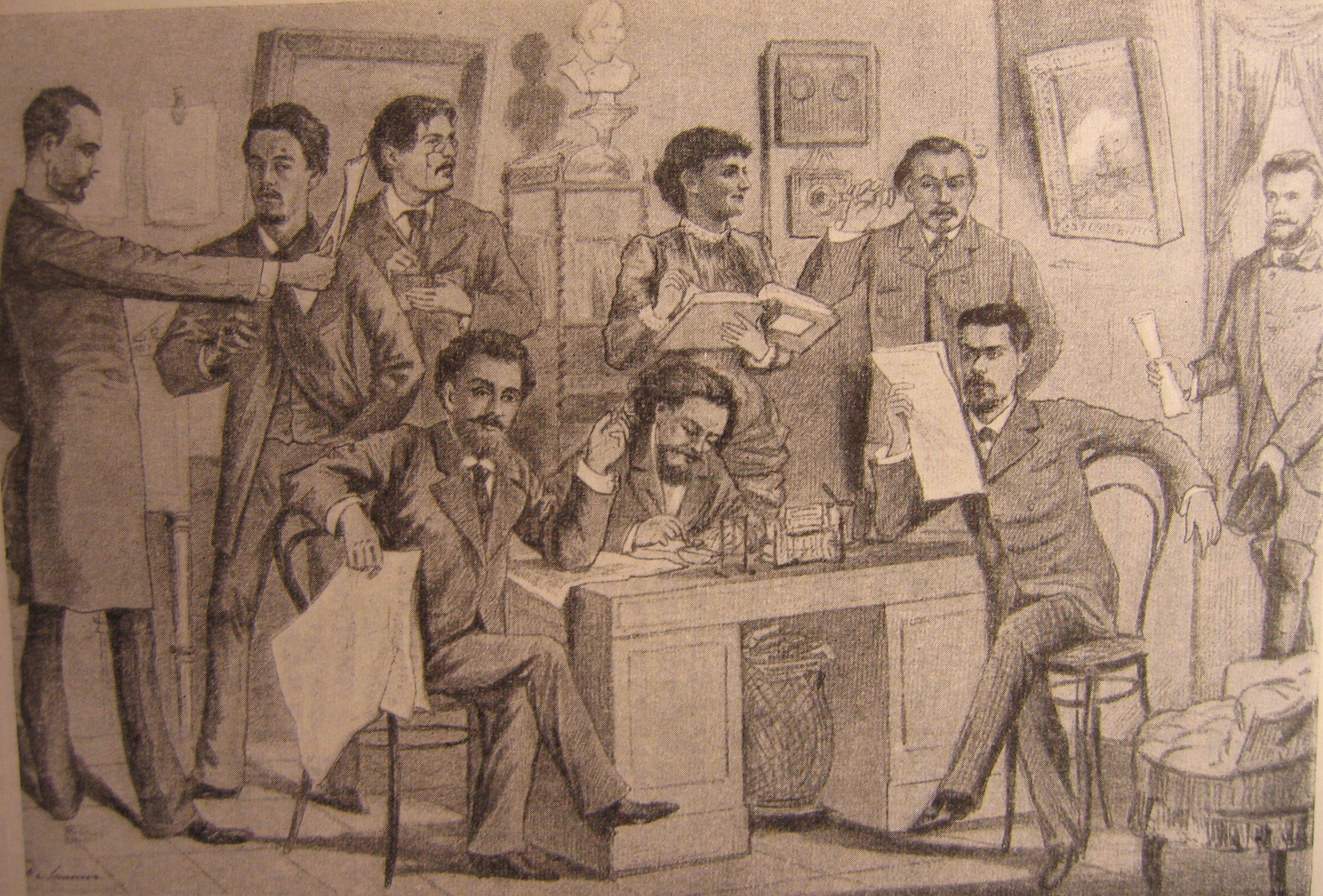
Redattori e collaboratori della rivista Budil’nik nel 1885. Anton Čechov è l'ultimo a destra

## Trama
Il racconto è diviso in due sezioni, ciascuna delle quali è ambientata in un bagno pubblico russo, ossia una struttura dove numerosi soggetti privi di vestiti si sottopongono a bagni di vapore e docce fredde simili alle saune finlandesi.
Nella prima sezione, il barbiere Michajl, il quale svolge nel bagno pubblico anche attività paramediche quale il taglio di calli o l'applicazione di sanguisughe, conversa con i potenziali clienti. Il barbiere è un bigotto ed esprime opinioni conservatrici del tipo, "le ragazze d'oggi sono troppo libere per colpa dell'istruzione di massa". Michajl viene redarguito da uno sconosciuto le cui idee appaiono allo stesso Michajl sovversive. Il barbiere si reca dal gestore del bagno per avvertirlo che in sala c'è un individuo politicamente pericoloso da segnalare alla polizia, ed apprende che in realtà è stato redarguito da un diacono. Mortificato, Michajl ritorna in sala per chiedere perdono al religioso. 
Nella seconda sezione, due anziani frequentatori del bagno pubblico, Nikodim Egoryč Potyčkin e Makar Tarasyč Peškin discutono sul matrimonio; in particolare, Nikodim chiede a Makar come mai sua figlia Daša, nonostante l'avvenenza e la condotta irreprensibile, non si sia ancora sposata. Makar risponde che la causa è la mancanza di serietà («L'uomo è viziato, stupido e libero pensatore») da parte dei numerosi pretendenti della figlia, tutti per un motivo o per l'altro ritiratisi prima del matrimonio. Per l'ultimo di questi pretendenti il matrimonio non è avvenuto per un errore di calcolo fatto dallo stesso Makar: il pretendente, un uomo nobile il quale amava Daša alla follia, voleva una dote di 8500 rubli, Makar non era disposto a offrirne più di 8200.

## Storia
Il racconto pubblicato in volume nel 1889 col titolo in russo В бане?, V bane (in italiano Al bagno pubblico o Ai bagni turchi) è in realtà costituito dall'unione di due racconti indipendenti, il più antico dei quali, intitolato in russo «Относительно женихов» (traslitterato: Otnositel’no ženihov; in italiano, letteralmente: «Per quanto concerne i pretendenti») fu pubblicato nel 1883 sul settimanale umoristico Budil’nik (in russo Будильник?, Budil’nik), in lingua italiana Sveglia, e costituisce la seconda sezione del racconto complessivo del 1889; il racconto più recente, intitolato in russo «В бане» (traslitterato: V bane, in italiano, letteralmente: «Al bagno») fu pubblicato nel 1885 sul settimanale umoristico e letterario Oskolki (in russo Осколки?, Oskolki, in lingua italiana: Frammenti o Schegge). In entrambi i casi lo scrittore utilizzò lo pseudonimo "A. Čechontè". I due racconti, uniti col titolo della prima sezione (Al bagno pubblico) fu poi pubblicato nell'edizione delle Opere di Čechov dell'editore A. F. Marks (Polnoe sobranie sočinenij A.P. Čechov, Sankt-Peterburg: Izdanie A. F. Marksa, 1889, Vol. II (Racconti umoristici 1883-84).

## Critica
Il critico formalista russo Viktor Šklovskij ritiene che i racconti čechoviani siano costruiti su un intreccio nitido ed uno scioglimento inatteso. A proposito di questo racconto, aggiunge:
(Viktor Šklovskij, «La struttura della novella e del romanzo». In: Teoria della prosa; traduzione di Cesare De Michelis e Renzo Oliva, Torino: Einaudi, 1976, p. 81)

## Edizioni
- A. Čechontè, «Otnositel’no ženihov (Per quanto concerne i pretendenti)», Budil’nik numero 42, 29 ottobre 1883, pp. 403-404.
- A. Čechontè, «V bane (Al bagno)», Oskolki numero 10, 9 marzo 1885, pp. 4-5
- Anton Čechov, «V bane», Polnoe sobranie sočinenij, II edizione di A. F. Marks, tomo III, Sankt-Peterburg, 1903.
- Anton Čechov, Racconti; traduzione di Agostino Villa, Vol. II, Torino: Einaudi, 1950
Contiene: Il monaco nero, La steppa, Volodja, Crisi di nervi, Tifo, Racconto d'un avventuriero, L'onomastico, Contadini, Terrore, La scommessa, Il turco, Il violino di Rothscild, La disgrazia, Per affari d'ufficio, La principessa, La voglia di dormire, Il maestro, Brutti caratteri, Il padre, Tre anni, Volodja grande e Volodja piccolo, Anna al collo, Ai bagni turchi, Era lei!, Il padre di famiglia, Il ripetitore, La farmacista, I simulatori, Nelle tenebre, Il grasso e il magro, Esame per promozione di grado, Il ragazzo maligno, L'album, Marmocchi, La moglie, Omicidio.
- Anton Čechov, Tutte le novelle, Vol. I: Teste in fermento; introduzione e traduzione di Alfredo Polledro, Milano: Biblioteca Universale Rizzoli, 1951
- Anton Čechov, Racconti e novelle; a cura di Giuseppe Zamboni; traduzione di Giovanni Fccioli, introduzione di Emilio Cecchi; appendice critica a cura di Maria Bianca Luporini, Coll. I grandi classici stranieri, Firenze: G. C. Sansoni, 1963, Vol. I, pp. 240-48
- Anton P. Čechov, Tutti i racconti, Vol. I: Primi racconti: 1880-1885; a cura di Eridano Bazzarelli, Coll. I grandi scrittori di ogni paese, Serie russa, Tutte le opere di Čechov, Milano: Mursia, 1963
- A. Cechov, Opere, Vol. 2: Romanzi brevi e racconti: 1884-1885; a cura di Fausto Malcovati; traduzione di Emanuela Guercetti, Roma: Editori Riuniti, 1985, ISBN 88-359-2699-8